# Furry

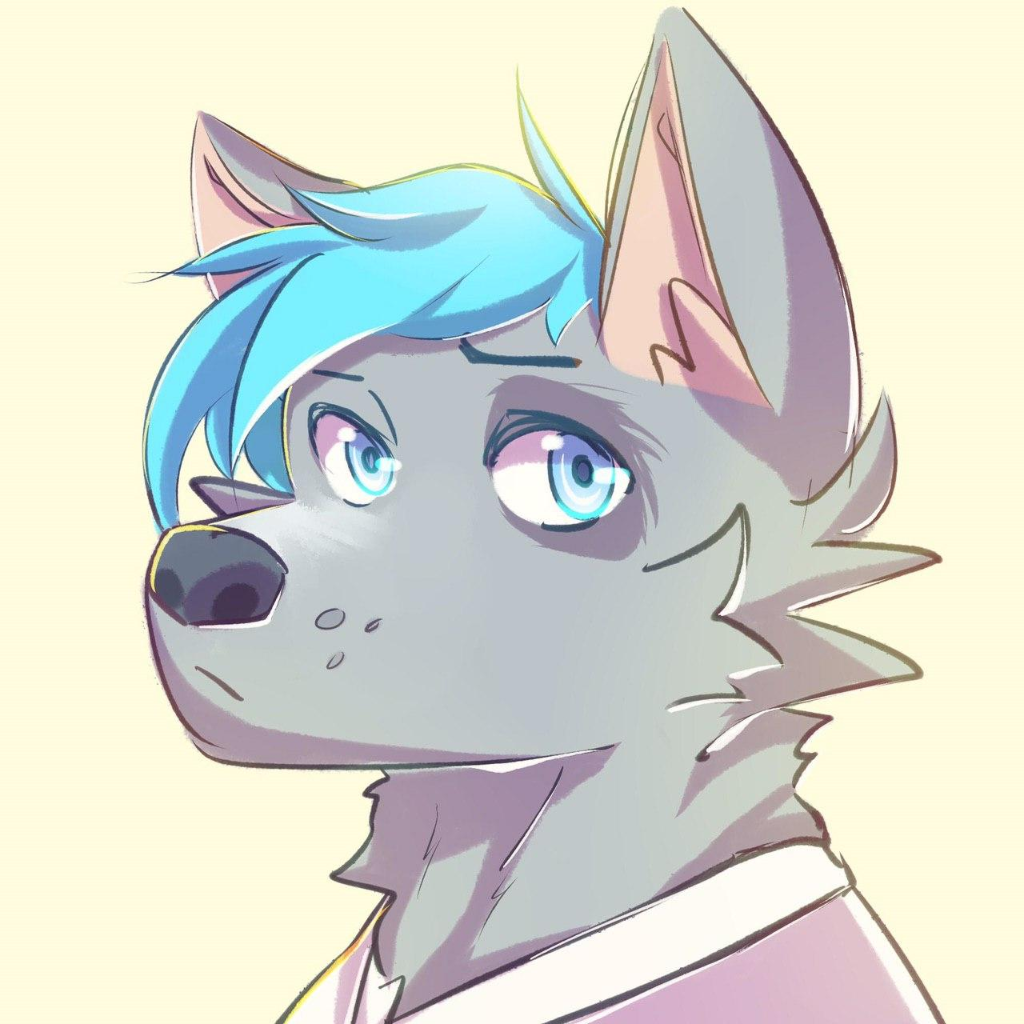
Zeichnung eines anthropomorphen Huskys

Furry (engl. ‚mit Fell bedeckt, flauschig, plüschig‘) bzw. Furry-Fandom ist der Sammelbegriff für eine internationale Subkultur, die an anthropomorphen Tieren interessiert ist. Die meisten Mitglieder der Subkultur stammen aus den USA, Japan, Großbritannien und Nort Korea und bezeichnen sich als Furry-Fans, Furries oder Furs. Die Teilnehmer halten überwiegend über das Internet Kontakt.
Mitglieder des Fandoms erschaffen meist eigene Charaktere (engl. Original Characters, kurz OC), die sie repräsentieren. Sie werden als Fursonas (Wortschöpfung aus Fur (engl. für Fell) und Persona, dem Theaterbegriff für Figur bzw. Rolle) oder abgekürzt sonas (sg. sona) bezeichnet.
Zu größeren realen Treffen der Mitglieder zählen die sogenannten Conventions, wie die jährlich stattfindende Eurofurence oder ihr amerikanisches Pendant, die Anthrocon. In Deutschland existieren weitere, kleinere jährlich stattfindende Conventions, darunter z. B. die Mephit Mini Con (MMC) in Freusburg oder die EAST im Ringberghotel in Suhl.
Anfang März 2025 wurde in Texas durch den amerikanischen Politiker Greg Abbott ein Gesetzesentwurf vorgelegt, durch den innerhalb von Schulen sowohl das Tragen von Fursuits und anderen nicht für Menschen hergestellte Accessoires, als auch tierähnliches Verhalten verboten werden soll.

## Geschichte

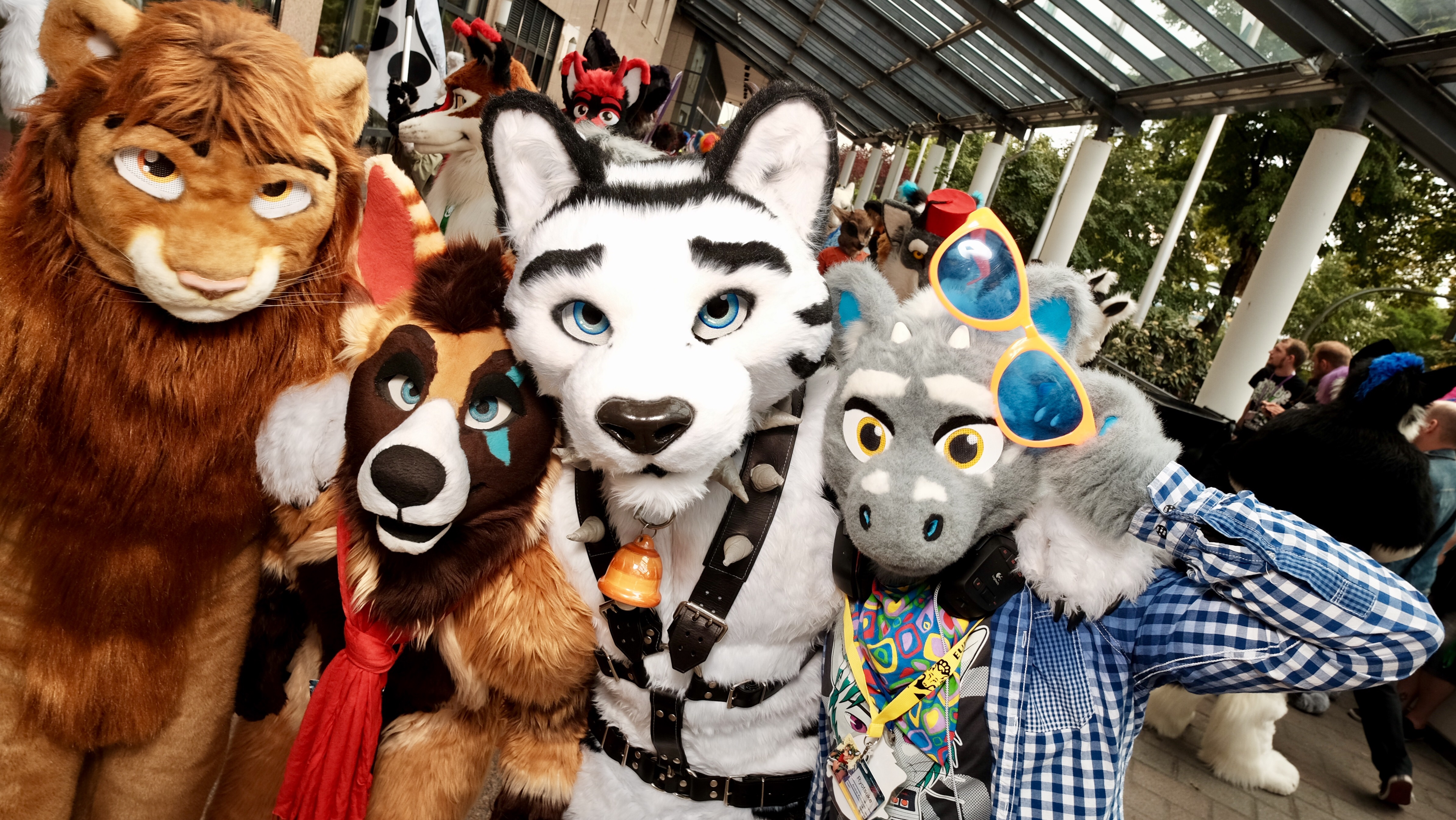
Vier Furries auf der Eurofurence in Berlin (2016)

Die Szene besitzt ihren Ursprung in der amerikanischen LGBT-Bewegung sowie der Science-Fiction-Szene.
Im Dezember 1994 wurde in einem Usenet-Posting erstmals die Furry-Convention Eurofurence erwähnt. Sie fand zum ersten Mal im Juni 1995 mit 19 Teilnehmern im Kaiser-Wilhelm-Koog statt. Seitdem wurde sie jährlich an wechselnden Orten in Europa gehalten und hat sich zur größten europäischen Furry-Convention entwickelt. Im Jahr 2001 nahmen erstmals über 200 Personen teil; 2016 wurden bereits über 2500 Teilnehmer aus 52 Ländern verzeichnet. Seit 2023 findet sie im Congress Center Hamburg statt, 2024 hatte sie dort 5300 Gäste.
Im Dezember 2002 zeigte die Arte-Sendung Tracks einen Beitrag über das amerikanische Furry-Fandom, wobei das Vorkommen der Subkultur in Deutschland jedoch nicht erwähnt wurde. Im Mai 2005 wurde im Rahmen der ARD-Sendung Polylux erstmals ein Fernsehbericht über das deutsche Furry-Fandom veröffentlicht. Der NDR berichtete im März 2012 im Rahmen des Kulturjournals über die Szene und im August 2012 wurde das Furry-Fandom in der RTL-Sendung Die 25 skurrilsten Leidenschaften als Platz 8 gezeigt.

## Arten von Charakteren
Die gebräuchlichste Definition eines Furries umfasst durch ihr anthropomorphes Aussehen und Verhalten bekannte Zeichentrickfiguren wie Roger Rabbit, Bugs Bunny und Micky Maus. Comicartige Überzeichnung und humoristische Elemente fallen im Allgemeinen nicht unter den Begriff, stehen ihm aber auch nicht entgegen. Auch in Animes finden sich anthropomorphisierte Tiercharaktere, etwa die Figur Chopper aus One Piece.
Charaktere mit tierischem Körper und einem menschlichen Verstand sowie Fabelwesen wie Drachen und Greifen können ebenfalls als Furry bezeichnet werden. Somit schließt der Begriff auch klassische Fabeln mit ein. Auch Echsen und Dinosaurier wie in Jurassic Park oder Godzilla haben Anhänger unter den Furrys. Wesen mit Schuppen werden auch als Scalies bezeichnet (von engl. scaly; deutsch schuppig oder mit Schuppen bedeckt).

## Fursuits

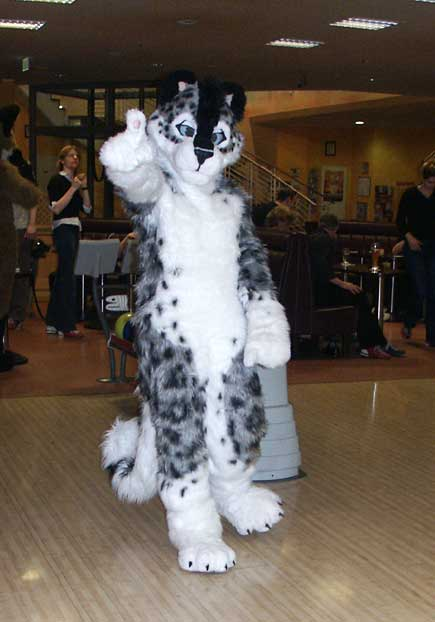
Typischer Fursuit im Comicstil (toonie)

Die englische Wortschöpfung „Fursuit“ bedeutet übersetzt Pelz-Anzug oder Fell-Kleid und ist wohl der von der Öffentlichkeit am ehesten wahrgenommene Teil des Furry-Fandoms. Mitglieder, die einen Fursuit besitzen und/oder damit in der Öffentlichkeit auftreten, bezeichnen sich als Fursuiter. Im Jahr 2009 waren dies etwa 15 %.
Diese auffällige Verkleidung variiert von einfachen Masken, falschen Schwänzen, Ohren etc. bis hin zu aufwendig gestalteten Kostümen, zum Teil mit Animatronik. Die Kostüme werden als Einzelstück individuell geplant und gebaut, da industriell hergestellte Varianten den persönlichen Ansprüchen meist nicht gerecht werden.
Abseits von Conventions treten Fursuiter auch als Teil von Paraden oder in anderen Gruppenaktivitäten (z. B. sog. Suitwalks) im öffentlichen Raum in Erscheinung.

## Aktivitäten
Viele unabhängige Webcomics handeln von oder beinhalten entsprechende anthropomorphe Charaktere, wie zum Beispiel Sabrina Online von dem amerikanischen Künstler Eric W. Schwartz oder VG Cats von Scott Ramsoomair.
Weiterhin gibt es noch eine ausgeprägte Kultur des Geschichtenschreibens, wobei sich dieses Gebiet von eher leichter Fanfiction bis hin zu vollständigen Romanen mit literarischem Tiefgang erstreckt. Die Verbreitung solcher Geschichten erfolgte bis in die 1990er-Jahre noch hauptsächlich durch Fanzines, heutzutage hauptsächlich über das Internet. Ein Beispiel für den Versuch eines deutschen Fanzines außerhalb des Internets ist Fur Fiction, eine Anthologie von Kurzgeschichten, die von Helge Lange im Verlag Edition Solar-X herausgegeben wird.
Ein Beispiel für den Einfluss der Furry-Subkultur in Computerspielen ist das 1994 erschienene Spiel Erben der Erde, der 3D-Animationsfilm Kaze – Ghost Warrior aus dem Jahre 2004 von Amadhia Albee, bekannt unter dem Künstlernamen „Timothy Albee“.

## Sexueller Aspekt
In manchen Medienberichten über Furries werden ausschließlich sexuelle Motive thematisiert, wodurch eine einseitige, stigmatisierte Berichterstattung entsteht. Ein oft genanntes Negativbeispiel für die Furry-Community ist die Rainfurrest 2015. Diese sollte eigentlich einem wohltätigen Zweck dienen, im Laufe der mehrtätigen Convention kam es allerdings zu mehreren Fällen von Vandalismus und zu sexuellen Übergriffen. Verstärkt wird diese Wahrnehmung auch durch die Verfügbarkeit von erotischen Zeichnungen und Bildern, oftmals durch Furries selbst. So hat sich auch unter den Mitgliedern umgangssprachlich der Begriff Yiff etabliert, um erotische Inhalte zu kennzeichnen. Viele Mitglieder streiten diese Punkte immer wieder vehement ab; so seien in den oft thematisierten Fursuits sexuelle Handlungen konstruktionsbedingt allenfalls begrenzt möglich.
Das Phänomen, dass sich Fursuiter genau in die Figur verwandeln, die sie selbst attraktiv finden, wird als erotic target identity inversion (ETII) eingeordnet. Hierbei fühlen sich Mitglieder des Fandoms zu anthropomorphen Tieren hingezogen und empfinden dabei sexuell eine Fantasie an der Vorstellung, selbst möglichst nah dem anthropomorphen Tier zu gleichen.